# Гилрой, Фредерик
Фре́дерик Ги́лрой (ирл. Frederick Gilroy; 7 марта 1936, Белфаст, Ирландия — 28 июня 2016, Белфаст) — ирландский боксёр легчайшей весовой категории. В середине 1950-х годов выступал за сборную Ирландии: бронзовый призёр летних Олимпийских игр в Мельбурне, участник многих международных турниров и матчевых встреч. В период 1957—1962 боксировал на профессиональном уровне, владел титулом чемпиона Европы по версии ЕБС, был претендентом на титул чемпиона мира.

## Биография
Родился в Белфасте. Первого серьёзного успеха на ринге добился в 1955 году, когда в наилегчайшем весе одержал несколько побед в матчевых встречах со сборными Англии, Уэльса и США. Ездил на чемпионат Европы в Западный Берлин, но в первом же своём матче на турнире техническим нокаутом проиграл румыну Мирче Добреску. В 1956 году поднялся в легчайшую весовую категорию и благодаря череде удачных выступлений удостоился права защищать честь страны на летних Олимпийских играх в Мельбурне. На Олимпиаде в стартовом матче нокаутировал опытного советского боксёра Бориса Степанова, в четвертьфинале взял верх над итальянцем Марио Ситри, но в полуфинальном матче проиграл немцу Вольфгангу Берендту, который в итоге и стал олимпийским чемпионом.
Получив бронзовую олимпийскую медаль, Гилрой решил попробовать себя среди профессионалов и покинул сборную. Его профессиональный дебют состоялся в феврале 1957 года, своего первого соперника валлийца Дерека Макрейнольдса он нокаутировал в первом же раунде. В течение последующих двух лет провёл множество удачных поединков и в январе 1959 года завоевал титулы чемпиона Великобритании и стран Содружества в легчайшем весе, одолев шотландца Питера Кинана. После ещё нескольких победных матчей одержал победу над итальянцем Пьеро Ролло — при этом забрал себе титул чемпиона Европы по версии Европейского боксёрского союза (ЕБС).
В 1960 году Гилрой защитил все выигранные чемпионские пояса и заслужил право оспорить вакантное звание чемпиона мира в легчайшей весовой категории. Его соперник из Франции Альфонс Халими выглядел в этом матче заметно лучше, в тринадцатом раунде Гилрой отправился в нокдаун и не мог встать — его спас прозвучавший во время отсчёта гонг. Бой продлился все пятнадцать раундов, и судьи единогласным решением отдали победу Халими. Впоследствии Фред Гилрой оставался действующим спортсменом вплоть до конца 1962 года, вернул себе титулы чемпиона Великобритании и Содружества наций, однако стать чемпионом Европы во второй раз ему не удалось. Последний раз вышел на ринг против партнёра по олимпийской сборной Джона Колдуэлла, выиграв у него техническим нокаутом в девятом раунде — матч получился настолько драматичным, что многие журналисты называли его величайшим в истории Северной Ирландии. Всего в профессиональном боксе Гилрой провёл 31 бой, из них 28 окончил победой (в том числе 18 досрочно), 3 раза проиграл.